# Rio Fratta
Il rio Fratta è un torrente che scorre nel Lazio, in provincia di Viterbo.

## Territorio
Il Rio Fratta scorre nel territorio del comune di Corchiano, dove è stato costituito il Monumento Naturale Forre del Rio Fratta un parco per la tutela dell'ambiente e la valorizzazione storico-archeologica, il corso d'aqua continua per un breve tratto tra il comune di Gallese in Teverina e quello di Civita Castellana dove forma una caratterista cascata nei pressi dell'ex stazione di pompaggio, acquedotto Rio Fratta, che riforniva Magliano Sabina. Poco più a valle confluisce nel Tevere, affluente verso il quale scorre con andamento da ovest ad est.